# Armance (Armançon)
Pour les articles homonymes, voir Armance (homonymie).
L'Armance est une rivière française qui coule dans les départements de l'Aube et de l'Yonne. C'est un affluent de l'Armançon en rive droite, donc un sous-affluent du fleuve la Seine par l'Yonne.

## Géographie
La longueur de son cours d'eau est de 47,7 km.
La source de l'Armance est localisée en 48°06189,4°14072 sur la carte IGN au 1/25000 dans la commune de Chaource
; se jette dans l'Armançon (rive droite) sur le territoire de la localité de Saint-Florentin en 47°99216,3°72459

### Bassin versant
Son bassin versant fait 520 km2

## Affluents
Les ruisseaux qui l'alimentent sont les suivants :
- la Trémagne (rd[note 1]), originaire de Chamoy ;
- le ru de Montigny (rd), issu de Montigny-les-Monts ;
- le ru d'Auxon (rd), venu du bourg du même nom ;
- le Boutois (rd), 11,5 km né à Villeneuve-au-Chemin ;
- le ru de Lasson (rd), qui vient du village de Lasson ;
- le Landion (rg), 26,1 km né à Étourvy ;
- la Mandrille (rg), originaire de Bernon.

## Hydrologie
L'Armance est une rivière moyennement abondante, mais très irrégulière, comme tous les cours d'eau issus de la partie orientale du bassin de la Seine. 

### L'Armance à Chessy-les-Près
Son débit a été observé depuis le 13 octobre 1959 , à Chessy-les-Prés, localité du département de l'Aube située à peu de distance de son confluent avec l'Armançon, et à 112 m d'altitude. Le bassin versant de la rivière y est de 480 km2 (soit plus de 90 % de sa totalité qui fait 520 km2).
Le module de la rivière à Chessy-les-Prés est de 3,82 m3/s.
L'Armance présente des fluctuations saisonnières de débit très marquées, comme bien souvent dans l'est du bassin de la Seine, avec des hautes eaux d'hiver portant le débit mensuel moyen à un niveau situé entre 5,53 et 8,58 m3/s, de décembre à la mi-avril inclus (avec un maximum assez net en février), et des basses eaux d'été-automne, de juillet à octobre inclus, avec une baisse du débit moyen mensuel jusqu'à 0,820 m3/s au mois de septembre. Mais les fluctuations de débit sont bien plus prononcées sur de plus courtes périodes, et les débits sont variables d'après les années.

### Étiage ou basses eaux
À l'étiage, le VCN3 peut chuter jusque 0,280 m3/s, en cas de période quinquennale sèche, soit 280 litres par seconde.

### Crues
Les crues peuvent être importantes, compte tenu de la taille de la rivière et de son bassin versant. Les QIX 2 et QIX 5 valent respectivement 29 et 43 m3/s. Le QIX 10 est de 52 m3/s, le QIX 20 de 61 m3/s et le QIX 50 de 72 m3/s.
Pour se faire une idée de l'importance de ces débits, on peut les comparer à ceux d'un affluent de la Seine à l'ouest de Paris, l'Eure (à Louviers), qui roule en moyenne 26 m3/s sur un territoire de 5 935 km2. Le QIX 10 de l'Eure en fin de parcours vaut 96 m3/s (contre 46 pour l'Armance) et son QIX 50 se monte à 130 m3/s (contre 62 pour l'Armance). Ainsi malgré un bassin douze fois moins étendu et un débit moyen de moins du sixième, le volume des crues de l'Armance vaut à peu près la moitié du volume de celles de l'Eure. Les crues de l'Armance sont aussi relativement plus importantes que celles de l'Armançon, sa rivière réceptrice.
Le débit instantané maximal enregistré à Chessy-les-Prés durant cette période de 61 ans, a été de 105,0 m3/s le 1er juin 2016, avec une hauteur maximale instantanée de 352 cm ou 3,52 m, tandis que la valeur journalière maximale était de 86,6 m3/s le même jour. En comparant la première de ces valeurs avec l'échelle des QIX de la rivière, il apparait que cette crue était presque d'ordre cinquantennal, et donc assez exceptionnelle.

### Lame d'eau et débit spécifique
L'Armance est une rivière moyennement abondante. La lame d'eau écoulée dans son bassin versant est de 252 millimètres annuellement, ce qui est inférieur à la moyenne d'ensemble de la France tous bassins confondus, mais aussi inférieur à la moyenne du bassin de l'Yonne (274 millimètres/an - comme la Marne). Le débit spécifique de la rivière (ou Qsp) atteint 8 litres par seconde et par kilomètre carré de bassin.

## Aménagements et écologie
Jusqu'au milieu du XXe siècle environ, l'Armance et son réseau de ruisseaux alimentaient un moulin tous les 2 km en moyenne.
À Saint-Florentin, le canal de Bourgogne enjambe la rivière par le pont-canal de Saint-Florentin construit en 1810-1811.

## Biographie
- Aux origines d'un département : l'Aube en Champagne, Peudon, J.L. ; Dominique Guénot éditeur